# Brignolia schwendingeri
Espèce
Brignolia schwendingeri est une espèce d'araignées aranéomorphes de la famille des Oonopidae.

## Distribution
Cette espèce est endémique de la province de Đồng Nai au Viêt Nam. Elle se rencontre dans le parc national de Cat Tien à 130 m d'altitude.

## Description
Le mâle holotype mesure 1,20 mm.

## Étymologie
Cette espèce est nommée en l'honneur de Peter J. Schwendinger.

## Publication originale
- (en) Norman I. Platnick, Nadine Dupérré, Ricardo Ott et Yvonne Kranz-Baltensperger, « The goblin spider genus Brignolia (Araneae, Oonopidae) », Bulletin of the American Museum of Natural History, New York, Musée américain d'histoire naturelle, vol. 349,‎ 29 avril 2011, p. 1-131 (ISSN 0003-0090 et 1937-3546, OCLC 1287364, DOI 10.1206/743.1, lire en ligne).